# 74e cérémonie des Primetime Emmy Awards
La 74e cérémonie des Primetime Emmy Awards (ou « Emmys »), organisé par l'Academy of Television Arts and Sciences, se déroule le 12 septembre 2022 et récompense les meilleurs programmes télévisés diffusés en primetime au cours de la saison 2021-2022 (du 1er juin 2021 au 31 mai 2022) sur les réseaux publics et câblés américains.
La liste des nommés a été publiée le 12 juillet 2022.

## Présentation
La cérémonie est présentée par Kenan Thompson.

## Palmarès

### Séries dramatiques

#### Meilleure série télévisée dramatique
- Succession
  - Better Call Saul
  - Euphoria
  - Ozark
  - Severance
  - Squid Game
  - Stranger Things
  - Yellowjackets

#### Meilleur acteur
- Lee Jung-jae pour le rôle de Seong Gi-hun dans Squid Game
  - Jason Bateman pour le rôle de Martin 'Marty' Byrde dans Ozark
  - Brian Cox pour le rôle de Logan Roy dans Succession
  - Bob Odenkirk pour le rôle de Saul Goodman dans Better Call Saul
  - Adam Scott pour le rôle de Mark Scout dans Severance
  - Jeremy Strong pour le rôle de Kendall Roy dans Succession

#### Meilleure actrice
- Zendaya pour le rôle de Rue Bennett dans Euphoria
  - Jodie Comer pour le rôle de Villanelle dans Killing Eve
  - Laura Linney pour le rôle de Wendy Byrde dans Ozark
  - Melanie Lynskey pour le rôle de Shauna Sadecki dans Yellowjackets
  - Sandra Oh pour le rôle de Eve Polastri dans Killing Eve
  - Reese Witherspoon pour le rôle de Bradley Jackson dans The Morning Show

#### Meilleur acteur dans un second rôle
- Matthew Macfadyen pour le rôle de Tom Wambsgans dans Succession
  - Nicholas Braun pour le rôle de Greg Hirsch dans Succession
  - Billy Crudup pour le rôle de Cory Ellison dans The Morning Show
  - Kieran Culkin pour le rôle de Roman Roy dans Succession
  - O Yeong-su pour le rôle de Oh Il-nam dans Squid Game
  - Park Hae-soo pour le rôle de Cho Sang-woo dans Squid Game
  - John Turturro pour le rôle de Irving Bailiff dans Severance
  - Christopher Walken pour le rôle de Burt Goodman dans Severance

#### Meilleure actrice dans un second rôle
- Julia Garner pour le rôle de Ruth Langmore dans Ozark
  - Patricia Arquette pour le rôle de Harmony Cobel dans Severance
  - Jung Ho-yeon pour le rôle de Kang Sae-byeok dans Squid Game
  - Christina Ricci pour le rôle de Misty Quigley dans Yellowjackets
  - Rhea Seehorn pour le rôle de Kim Wexler dans Better Call Saul
  - J. Smith-Cameron pour le rôle de Gerri Kellman dans Succession
  - Sarah Snook pour le rôle de Shiv Roy dans Succession
  - Sydney Sweeney pour le rôle de Cassie Howard dans Euphoria

#### Meilleure réalisation
- Hwang Dong-hyeok pour l'épisode Red Light, Green Light dans Squid Game
  - Jason Bateman pour l'épisode A Hard Way to Go dans Ozark
  - Ben Stiller pour l'épisode The We We Are dans Severance
  - Mark Mylod pour l'épisode All the Bells Say dans Succession
  - Cathy Yan pour l'épisode The Disruption dans Succession
  - Lorene Scafaria pour l'épisode Too Much Birthday dans Succession
  - Karyn Kusama pour l'épisode pilote de Yellowjackets

#### Meilleur scénario
- Succession : "All the Bells Say" – Jesse Armstrong 
  - Better Call Saul: "Plan and Execution" – Thomas Schnauz
  - Ozark : "A Hard Way to Go" – Chris Mundy
  - Severance : "The We We Are" – Dan Erickson
  - Squid Game: "One Lucky Day" – Hwang Dong-hyuk
  - Yellowjackets: "F Sharp" – Jonathan Lisco, Ashley Lyle, Bart Nickerson et Bart Nickerson
  - Yellowjackets: "Pilot" – Ashley Lyle et Bart Nickerson

### Séries comiques

#### Meilleure série comique
- Ted Lasso
  - Abbott Elementary
  - Barry
  - Larry et son nombril
  - Hacks
  - Mme Maisel, femme fabuleuse
  - Only Murders in the Building
  - What We Do in the Shadows

#### Meilleur acteur
- Jason Sudeikis pour le rôle de Ted Lasso dans Ted Lasso
  - Donald Glover pour le rôle de Earnest 'Earn' Marks dans Atlanta
  - Bill Hader pour le rôle de Barry Berkman / Barry Block dans Barry
  - Nicholas Hoult pour le rôle de Pierre III / Emelian Pougatchev dans The Great
  - Steve Martin pour le rôle de Charles-Eden Savage dans Only Murders in the Building
  - Martin Short pour le rôle de Oliver Putnam dans Only Murders in the Building

#### Meilleure actrice
- Jean Smart pour le rôle de Deborah Vance dans Hacks
  - Rachel Brosnahan pour le rôle de Miriam 'Midge' Maisel dans Mme Maisel, femme fabuleuse
  - Quinta Brunson pour le rôle de Janine Taegues dans Abbott Elementary
  - Kaley Cuoco pour le rôle de Cassie Bowden dans The Flight Attendant
  - Elle Fanning pour le rôle de Catherine II dans The Great
  - Issa Rae pour le rôle de Issa Dee dans Insecure

#### Meilleur acteur dans un second rôle
- Brett Goldstein pour le rôle de Roy Kent dans Ted Lasso
  - Anthony Carrigan pour le rôle de NoHo Hank dans Barry
  - Toheeb Jimoh pour le rôle de Sam Obisanya dans Ted Lasso
  - Nick Mohammed pour le rôle de Nathan Shelley dans Ted Lasso
  - Tony Shalhoub pour le rôle de Abe Weissman dans Mme Maisel, femme fabuleuse
  - Tyler James Williams pour le rôle de Gregory Eddie dans Abbott Elementary
  - Henry Winkler pour le rôle de Gene Cousineau dans Barry
  - Bowen Yang pour plusieurs rôles dans Saturday Night Live

#### Meilleure actrice dans un second rôle
- Sheryl Lee Ralph pour le rôle de Barbara Howard dans Abbott Elementary
  - Alex Borstein pour le rôle de Susie Myerson dans Mme Maisel, femme fabuleuse
  - Hannah Einbinder pour le rôle de Ava Daniels dans Hacks
  - Janelle James pour le rôle de Ava Coleman dans Abbott Elementary
  - Kate McKinnon pour plusieurs rôles dans Saturday Night Live
  - Sarah Niles pour le rôle du Dr. Sharon Fieldstone dans Ted Lasso
  - Juno Temple pour le rôle de Keeley Jones dans Ted Lasso
  - Hannah Waddingham pour le rôle de Rebecca Welton dans Ted Lasso

#### Meilleure réalisation
- MJ Delaney pour l'épisode No Weddings and a Funeral dans Ted Lasso
  - Hiro Murai pour l'épisode New Jazz dans Atlanta
  - Bill Hader pour l'épisode 710N dans Barry
  - Lucia Aniello pour l'épisode There Will Be Blood dans Hacks
  - Mary Lou Bell pour l'épisode Baby Daddy Groundhog Day dans The Ms. Pat Show
  - Cherien Dabis pour l'épisode The Boy from 6B dans Only Murders in the Building
  - Jamie Babbit pour l'épisode True Crime dans Only Murders in the Building

#### Meilleur scénario
- Quinta Brunson pour l'épisode pilote de Abbott Elementary
  - Duffy Boudreau pour l'épisode 710N dans Barry
  - Alec Berg et Bill Hader pour l'épisode starting now dans Barry
  - Lucia Aniello, Paul W. Downs et Jen Statsky pour l'épisode The One, the Only dans Hacks
  - Steve Martin et John Hoffman pour l'épisode True Crime dans Only Murders in the Building
  - Jane Becker pour l'épisode No Weddings and a Funeral dans Ted Lasso
  - Sarah Naftalis pour l'épisode The Casino dans What We Do in the Shadows
  - Stefani Robinson pour l'épisode The Wellness Center dans What We Do in the Shadows

### Mini-séries et téléfilms

#### Meilleure série limitée
- The White Lotus
  - Dopesick
  - The Dropout
  - Inventing Anna
  - Pam and Tommy

#### Meilleur acteur
- Michael Keaton pour le rôle du Dr. Samuel Finnix dans Dopesick
  - Colin Firth pour le rôle de Michael Peterson dans The Staircase
  - Andrew Garfield pour le rôle du Dectective Jeb Pyre dans Sur ordre de Dieu (Under the Banner of Heaven)
  - Oscar Isaac pour le rôle de Jonathan Levy dans Scènes de la vie conjugale (Scenes from a Marriage)
  - Himesh Patel pour le rôle de Jeevan Chaudhary dans Station Eleven
  - Sebastian Stan pour le rôle de Tommy Lee dans Pam and Tommy

#### Meilleure actrice
- Amanda Seyfried pour le rôle de Elizabeth Holmes dans The Dropout
  - Toni Collette pour le rôle de Kathleen Peterson dans The Staircase
  - Julia Garner pour le rôle de Anna Delvey dans Inventing Anna
  - Lily James pour le rôle de Pamela Anderson dans Pam and Tommy
  - Sarah Paulson pour le rôle de Linda Tripp dans Impeachment: American Crime Story
  - Margaret Qualley pour le rôle de Alex Russell dans Maid

#### Meilleur acteur dans un second rôle
- Murray Bartlett pour le rôle de Armond dans The White Lotus
  - Jake Lacy pour le rôle de Shane Patton dans The White Lotus
  - Will Poulter pour le rôle de Billy Cutler dans Dopesick
  - Seth Rogen pour le rôle de Rand Gauthier dans Pam and Tommy
  - Peter Sarsgaard pour le rôle de Rick Mountcastle dans Dopesick
  - Michael Stuhlbarg pour le rôle de Richard Sackler dans Dopesick
  - Steve Zahn pour le rôle de Mark Mossbacher dans The White Lotus

#### Meilleure actrice dans un second rôle
- Jennifer Coolidge pour le rôle de Tanya McQuoid dans The White Lotus
  - Connie Britton pour le rôle de Nicole Mossbacher dans The White Lotus
  - Alexandra Daddario pour le rôle de Rachel Patton dans The White Lotus
  - Kaitlyn Dever pour le rôle de Betsy Mallum dans Dopesick
  - Natasha Rothwell pour le rôle de Belinda dans The White Lotus
  - Sydney Sweeney pour le rôle de Olivia Mossbacher dans The White Lotus
  - Mare Winningham pour le rôle de Diane Mallum dans Dopesick

#### Meilleure réalisation
- Mike White pour The White Lotus
  - Danny Strong pour l'épisode The People vs. Purdue Pharma dans Dopesick
  - Michael Showalter pour l'épisode Green Juice dans The Dropout
  - Francesca Gregorini pour l'épisode Iron Sisters dans The Dropout
  - John Wells pour l'épisode Sky Blue dans Maid
  - Hiro Murai pour l'épisode Wheel of Fire dans Station Eleven

#### Meilleur scénario
- Mike White pour The White Lotus
  - Danny Strong pour l'épisode The People vs. Purdue Pharma dans Dopesick
  - Elizabeth Meriwether (en) pour l'épisode I'm in a Hurry dans The Dropout
  - Sarah Burgess pour l'épisode Man Handled dans Impeachment: American Crime Story
  - Molly Smith Metzler pour l'épisode Snaps dans Maid
  - Patrick Somerville pour l'épisode Unbroken Circle dans Station Eleven

## Statistiques

### Nominations
| Nominations | Série                        |
| ----------- | ---------------------------- |
| 12          | Succession                   |
| 11          | The White Lotus              |
| 10          | Ted Lasso                    |
| 9           | Dopesick                     |
| 7           | Barry                        |
| 7           | Severance                    |
| 7           | Squid Game                   |
| 6           | Abbott Elementary            |
| 6           | Only Murders in the Building |
| 6           | Ozark                        |
| 6           | Yellowjackets                |
| 5           | The Dropout                  |
| 5           | Hacks                        |
| 4           | Better Call Saul             |
| 4           | Mme Maisel, femme fabuleuse  |
| 4           | Pam and Tommy                |
| 3           | Euphoria                     |
| 3           | Maid                         |
| 3           | Saturday Night Live          |
| 3           | Station Eleven               |
| 3           | What We Do in the Shadows    |
| 2           | Atlanta                      |
| 2           | American Crime Story         |
| 2           | Inventing Anna               |
| 2           | Killing Eve                  |
| 2           | The Morning Show             |
| 2           | The Staircase                |